# Renuncia de Manuel Merino

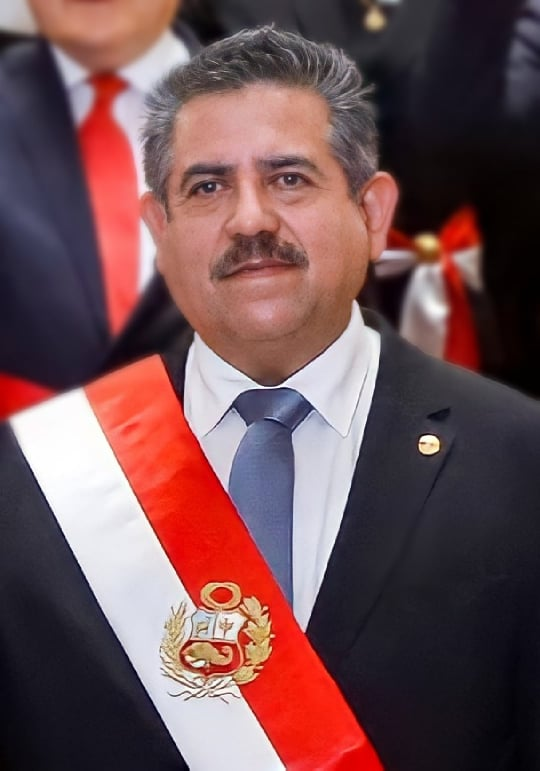
Manuel Merino, renunció a la presidencia del Perú el 15 de noviembre de 2020.

La renuncia de Manuel Merino fue la renuncia de Manuel Arturo Merino de Lama a la Presidencia de la República del Perú ocurrida el 15 de noviembre de 2020, después de un intenso ciclo de protestas contra su gobierno y la muerte de dos civiles protestantes.
En 2025, se popularizó el término Merinazo para referir a este hecho, término acuñado por el congresista Jorge Montoya y asociado a las teorías conspirativas sobre la mafia caviar.

## Antecedentes
Después de que se aprobara la vacancia por incapacidad moral contra Vizcarra por presuntos actos de corrupción, varios protestantes salieron en muchas ciudades del país en contra de la asunción al mando de Manuel Merino como presidente del Perú, dando lugar a protestas masivas con una convocatoria récord en el país y que generaron una fuerte represión policial, ocasionando la muerte de dos manifestantes la noche del 14 de noviembre, entre ellos también se contabilizan más de 100 heridos por el accionar de las fuerzas de seguridad.
El expresidente Ollanta Humala exigió la renuncia inmediata del actual presidente Manuel Merino y de todos sus ministros. Esto luego de la jornada de protestas en su contra que terminó con el asesinato de dos jóvenes manifestantes. Keiko Fujimori, lideresa de Fuerza Popular (FP), exigió la "renuncia o censura inmediata" de Merino, señalando que su partido iba a apoyar "la convocatoria inmediata del pleno del Congreso" para evaluar la permanencia de Merino. El vocero de FP, Diethell Columbus, indicó que, aunque el partido había sido parte de los que apoyaron la vacancia de Vizcarra, las consecuencias eran "responsabilidad del gobierno, porque ellos son los que tienen la función de velar por el orden interno".
Jorge Muñoz, alcalde de Lima, exigió la renuncia de Manuel Merino a la presidencia de la República, luego de que se confirmara la muerte de dos jóvenes de 22 y 24 años, tras las protestas registradas en la Plaza San Martín.
El expresidente de Perú, Martín Vizcarra lamentó la muerte de dos jóvenes, tras las protestas en la Plaza San Martín. Por su parte, Mario Vargas Llosa solicitó la renuncia de Merino y propuso a Gino Costa para sustituirlo por haber votado en contra de la vacancia de Vizcarra.
Trece de los 18 ministros que forman parte del Gabinete presidido por Ántero Florez- Aráoz presentaron sus renuncias después de los fallecimientos ocurridos en la segunda Gran Marcha Nacional:
- Patricia Teullet Pipoli que dejó el cargo de ministra de la Mujer.
- Abel Salinas renunció al Ministerio de Salud.
- Fernando Hurtado Pascual dejó el Ministerio de Agricultura.
- Delia Muñoz a la titularidad del Ministerio de Justicia y Derechos Humanos.
- María del Carmen de Reparaz Zamora al Ministerio de Cultura.
- María Seminario dejó la cartera de Comercio Exterior y Turismo.
- Federico Tong renunció al Ministerio de Desarrollo e Inclusión Social.
- Fernando D´Alessio renunció al Ministerio de Educación.
- Carlos Herrera dejó el Ministerio de Energía y Minas.
- Hilda Sandoval en el Ministerio de Vivienda.
- Gastón Rodríguez dejó el Ministerio del Interior.
- Walter Chávez Cruz renunció al Ministerio de Defensa.
- José Arista se retiró del Ministerio de Economía y Finanzas.

La Asamblea Nacional de Gobiernos Regionales (ANGR) exigió la renuncia de Manuel Merino a la presidencia de la República y lo responsabilizó políticamente de los hechos de violencia registrados en la protesta en Plaza San Martín, donde murieron dos jóvenes.
El Ministerio Público informó que inició las investigaciones por las muertes de Jack Brian Pintado Sánchez (22) y Jordan Inti Sotelo Camargo (24) durante las manifestaciones en el Centro de Lima en contra de la asunción de Manuel Merino.
Tres congresistas del partido Alianza Para el Progreso (APP) presentaron la madrugada del domingo 15 de noviembre una moción de censura contra la Mesa Directiva del Congreso, en medio de la convulsión social provocada por las protestas contra el gobierno de Manuel Merino y que hasta el momento dejan dos muertos y más de 60 heridos.

## Discurso de renuncia
Manuel Merino, quien reemplazó a Martín Vizcarra, tras la declaratoria de vacancia de la Presidencia por su permanente incapacidad moral el 10 de noviembre, renunció el 15 de noviembre de 2020 tras una intensa jornada de protestas que dejó dos muertos, más de 100 heridos y 41 desaparecidos, que derivó en crisis política.

“Quiero hacer de conocimiento a todo el país que presento mi renuncia irrevocable del cargo de presidente de la República e invoco a la paz y la unidad de todos los peruanos. Mi compromiso es con el Perú y haré el mayor de mis esfuerzos en garantizar la sucesión constitucional que el Congreso determine. El Perú merece seguir adelante”
Manuel Merino, 15 de noviembre de 2020.

El pleno del Congreso de la República aceptó con 120 votos a favor a la renuncia de Manuel Merino a la Presidencia de la República.

## Aceptación de la renuncia
Presentada la carta de renuncia de Merino, el Congreso de la República aceptó su renuncia con 120 votos a favor y un voto en contra, el cual fue por parte de la congresista fujimorista Martha Chávez.
| Presidente                     | Fecha                                      | Voto |    |    |    |    |   |    |   |   |   | Des. Dem. | N.A. | Total   |
| ------------------------------ | ------------------------------------------ | ---- | -- | -- | -- | -- | - | -- | - | - | - | --------- | ---- | ------- |
| Manuel Merino (Acción Popular) | 15 de noviembre de 2020 Sí Moción aprobada | Sí   | 23 | 19 | 13 | 14 | 8 | 10 | 9 | 8 | 5 | 5         | 6    | 120/130 |
| Manuel Merino (Acción Popular) | 15 de noviembre de 2020 Sí Moción aprobada | No   |    |    |    |    |   |    |   |   |   |           | 1    | 1/130   |
| Manuel Merino (Acción Popular) | 15 de noviembre de 2020 Sí Moción aprobada | Abs. |    |    |    |    |   |    |   |   |   |           |      | 0/130   |
| Manuel Merino (Acción Popular) | 15 de noviembre de 2020 Sí Moción aprobada | Aus. | 1  | 3  | 2  |    | 3 |    |   |   |   |           |      | 9/130   |